# Тикварићи
Тикварићи су насељено мјесто у општини Власеница, Република Српска, БиХ. Према попису становништва из 1991. у насељу је живјело 165 становника.

## Становништво
Према попису становништва из 1991. године, мјесто је имало 165 становника.
| Националност | 1991. |
| Срби         | 161   |
| Укупно       |       |

| Демографија | Демографија | Демографија |
| Година      | Становника  | Становника  |
| ----------- | ----------- | ----------- |
| 1961.       | 284         |             |
| 1971.       | 295         |             |
| 1981.       | 251         |             |
| 1991.       | 166         |             |